# Coscinodiscophyceae
Classe
Ordres de rang inférieur
- Voir le texte

Classification phylogénétique
- Eukaryota
  - Bicontes
    - Chromoalvéolés
      - Straménopiles
        - Bacillariophyta
          - Bacillariophyceae
          - Fragilariophyceae
          - Coscinodiscophyceae

Les Coscinodiscophyceae sont une classe de microalgues unicellulaires planctoniques des eaux douces et marines (de trois micromètres à un millimètre) appartenant aux diatomées.

## Liste des sous-classes et ordres
La classe des Coscinodiscophyceae comprend les ordres des :
Selon AlgaeBase (21 juillet 2017) :
- ordre Arachnoidiscales
- ordre Archaegladiopsidales
- ordre Asterolamprales
- ordre Aulacoseirales
- ordre Corethrales
- ordre Coscinodiscales
- ordre Ethmodiscales
- ordre Gladiales
- ordre Melosirales
- ordre Paraliales
- ordre Rhizosoleniales
- ordre Stellarimales
- ordre Stephanopyxales
- ordre Stictocyclales
- ordre Stictodiscales
- ordre Triceratiales

Selon ITIS (22 nov. 2011) :
- ordre Anaulales Round et Crawford
- ordre Arachnoidiscales Round
- ordre Asterolamprales Round et Crawford
- ordre Aulacoseirales Crawford
- ordre Biddulphiales Krieger
- ordre Chaetocerotales Round et Crawford
- ordre Corethrales Round et Crawford
- ordre Coscinodiscales Round et Crawford
- ordre Cymatosirales Round et Crawford
- ordre Ethmodiscales Round
- ordre Hemiaulales Round et Crawford
- ordre Leptocylindrales Round et Crawford
- ordre Lithodesmiales Round et Crawford
- ordre Melosirales Crawford
- ordre Paraliales Crawford
- ordre Rhizosoleniales Silva
- ordre Thalassiosirales Glezer et Makarova
- ordre Triceratiales Round et Crawford